# Zamora (kosarz)
Zamora – rodzaj kosarzy z podrzędu Laniatores i rodziny Agoristenidae. Gatunkiem typowym jest Zamora granulata.

## Występowanie
Przedstawiciele rodzaju są endemitami Ekwadoru.

## Systematyka
Opisano dotychczas tylko 1 gatunki:
- Zamora granulata Roewer, 1928